# Åmsele
Åmsele er et byområde i Vindelns kommun i Västerbottens län i Sverige. I 2010 var indbyggertallet 209.